# Odontornithes
Odontornithes is een term waarmee een groep van uitgestorven vogels werd aangeduid, met name de geslachten Hesperornis en Ichthyornis uit de Krijtafzettingen van Kansas. De term werd voor het eerst gebruikt door Othniel Charles Marsh maar is inmiddels in onbruik geraakt omdat de groep parafyletisch is.

## Kenmerken
De Odontornithes vertoonden veel kenmerken van de huidige vogels, met dien verstande, dat deze prehistorische vogels tanden hadden, die in tandkassen in hun kaken stonden. Ze hadden op het borstbeen een grote kam voor de aanhechting van de grote vliegspieren ontwikkeld, die nodig waren om te vliegen. De lange, benige staart die hun voorouders hadden, bezaten deze vogels niet meer.

## Taxonomie
De bekendste van de Odontornithes zijn Hesperornis regalis met zijn 3 meter hoogte, de wat langere H. crassipes en Ichthyornis dispar. Hesperornis vertoonde veel overeenkomsten met een duiker, terwijl Ichthyornis vrij gelijkaardig was aan een meeuw of stormvogel. De beide groepen vogels hadden echter een totaal verschillende afkomst. De Hesperornislijn kan zelfs vroeger of eventueel onafhankelijk zijn afgeleid van de voorouders van de moderne vogels.